# والدو هاتشينز
والدو هاتشينز هو محامي وسياسي أمريكي، ولد في 30 سبتمبر 1822 في Brooklyn, Connecticut ‏ في الولايات المتحدة، وتوفي في 8 فبراير 1891 في نيويورك في الولايات المتحدة. نشط حزبياً في الحزب الديمقراطي. وقد انتخب عضو جمعية ولاية نيويورك ‏ وانتخب عضو مجلس النواب الأمريكي ‏.